# Coleen Sommer
Coleen Sommer (geb. Rienstra; * 6. Juni 1960 in Los Angeles) ist eine ehemalige US-amerikanische Hochspringerin.
1983 siegte sie bei den Panamerikanischen Spielen in Caracas und wurde Vierte bei den Weltmeisterschaften in Helsinki.
Beim Weltcup 1985 in Canberra wurde sie Siebte. 1987 verteidigte sie ihren Titel bei den Panamerikanischen Spielen in Indianapolis und wurde Elfte bei den Weltmeisterschaften in Rom.
Bei den Olympischen Spielen 1988 in Seoul schied sie in der Qualifikation aus.
1980 und 1987 wurde sie US-Meisterin, 1982 und 1985 US-Hallenmeisterin.

## Persönliche Bestleistungen
- Hochsprung: 1,98 m, 26. Juni 1982, Durham
  - Halle: 2,00 m, 13. Februar 1982, Ottawa